# Rowcy
Rowcy (ros. Ровцы) – osiedle typu wiejskiego w zachodniej Rosji, w sielsowiecie skoworodniewskim rejonu chomutowskiego w obwodzie kurskim.

## Geografia
Miejscowość położona jest 4 km od centrum administracyjnego sielsowietu skoworodniewskiego (Skoworodniewo), 24 km od centrum administracyjnego rejonu (Chomutowka), 90 km od Kurska.
W granicach miejscowości znajduje się 16 posesji.

## Historia
Do czasu reformy administracyjnej w roku 2010 osiedle Rowcy wchodziło w skład sielsowietu mieńszykowskiego, który w tymże roku został włączony w sielsowiet skoworodniewski.

## Demografia
W 2015 r. miejscowość zamieszkiwało 5 osób.